# Re:Monster
『Re:Monster』（リ モンスター）は、金斬児狐による日本のライトノベルおよびそれを原作としたメディアミックス作品。アルファポリスより2012年8月から刊行されている。書籍版におけるイラストレーターの担当は本編・外伝がヤマーダ、暗黒大戦編がNAJI柳田。2024年10月時点で電子版を含めたシリーズ累計部数は192万部を記録している。
オンライン小説が原作であり、「小説家になろう」にて『Re：Monster――刺殺から始まる怪物転生記――』が連載されていたが、ダイジェスト禁止に伴い「小説家になろう」では本編を削除し、外伝を掲載。本編含むダイジェストは「アルファポリス-電網浮遊都市-」に『Re：Monster――怪物転生鬼――』というタイトルで転載された。

## あらすじ
ストーカーの桐嶺葵に刺殺された青年・伴杭彼方は、ゴブリンの新生児として異世界に転生し、ゴブ朗と名付けられていた。ゴブ朗は生後4日目に、同い年で体格の良いゴブ吉と組んで狩りに出る。転生前の特殊能力“吸喰能力（アブソープション）”により、捕食した獲物の特性を得られるゴブ朗は、ホーンラビットを食べて脱兎、ナイトバイパーを食べてヴェノム、赤外線感知などを身につけた。
同族の少女・ゴブ美も仲間に加えてオークを仕留め、その肉を喰って精力絶倫を採り入れたゴブ朗とゴブ吉は、一夜にして頭髪が生えて筋肉質の大きな体格の【中鬼・亜種】に進化していた。レベルアップでホブゴブリンになったゴブ朗は、次第に種族の中で上下関係を築いて行く。
ゴブ朗は洞窟の奥で、繁殖用に捕らわれている妊娠中の人間の女性たちを見つける。死を望む彼女らに毒薬を渡すと、翌日全員が服毒自殺していた。心臓、胃、乳房、子宮を遺体から取って食べたゴブ朗は、異種族と会話できる能力や、大陸文字解読など多くのコミュニケーションスキルを得る。そんなある日、出稼ぎ組の大人ゴブリンが持ち帰った強奪品の中に、若い人間の女性が5人いた。孕ませ要員に利用される彼女たちを助けるため、ゴブ朗は決闘で村のリーダーを倒して座を奪うと、ゴブリンたちから隔離した小屋に5人の女性を匿う。
ゴブ朗は巨体のレッドベアーを仕留め、その肉を食べたことで【大鬼・希少種】のオーガに進化してオガ朗となる。さらに自分に襲いかかって来た人間の冒険者を返り討ちにして食べ、暗殺者、司祭、十字騎士など数々の高スキルをラーニングして行く。金銀財宝が集められた隠し宝物庫に辿り着いたオガ朗は、レッドベアーとの戦いで失った左腕に義手を得た。
獲物を探して森の中をさまようオガ朗は、ドライアドと呼ばれるニンフ族の美女と出会う。全裸に近い容姿のドライアドは、性欲を刺激する甘い匂いを発して雄を誘惑するのだ。乳房を押し付けて筋肉に舌を這わせるドライアドに勃起したオガ朗は、性力絶倫のスキルを使い、オーガ固有の巨根で5時間にわたる性交を行なう。ドライアドのキスマークをつけて村へ帰ったため、人間の女性5人とゴブ美は嫉妬から積極的になり、オガ朗は6人と激しい乱交に突入。何度射精しても全く精力が衰えないオガ朗と女性たちの性行為は、翌日の朝まで続いた。
エルフたちから襲撃を受けたオガ朗やゴブ吉、ゴブ美たちは、これを退けて23名のうち男のエルフ6名を殺害。生き残ったエルフたちには発情を催す薬品を投与して、性処理兼繁殖のために役立てる。ゴブ吉はオーガに進化してオガ吉になった。ゴブリンに転生した頃から共に育った親友の進化は、オガ朗にとって嬉しいことであった。オガ朗は他の種族との戦いや捕食を繰り返し、自分自身と仲間たちを進化させて行くのだった。

## 登場人物
人間種以外のいわゆる人外種は「存在進化（ランクアップ）」して種族が変わるごとに改名しており、人間種の場合は一応名前が設定されている者もいるが、大半は見た目を形容した仇名か役職・立場で呼称されている。
声の項はテレビアニメ版の声優。

### 傭兵団《戦に備えよ（パラベラム）》
主人公をリーダーとする傭兵団。ゴブリンの集団から始まって、エルフや人間種、その他の種族も取り込みつつ勢力を伸ばしている。盗賊団を襲撃しての資金稼ぎ等を経て、王都で総合商会としての1号店（雑貨屋）を開業。迷宮都市・パーガトリィの2号店では《迷宮運送業者（ダンジョン・シェルパ）》派遣業務などを行っている他、クーデルン大森林にある本拠地は要塞化しており、店舗で販売・貸出する各種の品物を生産する施設や保養施設「パラベラ温泉郷」を開設している。
団員は共通のイヤーカフスを身につけているが、付けるかどうかは自由意思という事になっている。
主人公の考え方から団内の福利厚生は充実しており、捕虜となり建前上「奴隷」として働かされている者たちにすら、一定の休日や、働きによっての昇給や待遇の向上が認められており、正式な入団や元の生活への解放が約束されている。
また、定期的に地獄の訓練祭などの催しも開催している。

#### 幹部
オバ朗（オバろう）
（ゴブ朗→オガ朗→アポ朗→オバ朗）
声 - 佐藤拓也
- 種族：小鬼（ゴブリン）→中鬼・亜種（ホブゴブリン・バリアント）→大鬼・希少種（オーガ・レアスペシーズ）→使徒鬼・絶滅種（アポストルロード・エクスピシーズ）→金剛夜叉鬼神・現神種（ヴァジュラヤクシャオーバーロード・ヴァイシュラシーズ）

本作の主人公。元の名は「伴杭彼方（ともくい かなた）」。希少なESP能力者であり強化処置を受けた優秀な人間だが肝心な所が抜けている。同僚と飲みに行ったその帰り道、街妹的存在兼ストーカーな少女と出逢い、満月の夜に主人公は殺されることとなった。
異世界においてゴブリンに転生した主人公はゴブ爺に「ゴブ朗」と名付けられる。転生したゴブ朗は原因不明ではあるが、前世の異能――喰らった対象の能力などを一定確率で自分のモノにするESP能力【吸喰能力（アブソープション）】を持ったまま転生している。基本的に身内や部下は大事にするが、能力主義かつ合理主義でもあり、命令に逆らい和を乱す者や周囲の害にしかならない無能な者には冷淡で使い潰すことも辞さない。
ゴブ朗の成長力は異常に速く、転生後11日目にして黒い肌のホブゴブリンへと進化し、同年代ゴブリンを中心としたコミュニティーのリーダーとなる。33日目、単独行動中に出くわした巨大なハインドベアー・亜種（通称・レッドベアー。近辺の主。）との死闘の末に勝利し、大鬼・オーガに進化する（35日目）。この死闘によって左腕を失ってしまうが、魔術師ベルベットの遺産から手に入れたマジックアイテムの銀色の義手「白銀の義腕（アガートラム）」を取り付けることになる（37日目）。その姿は黒い肌をして、片腕が銀腕という特異な姿をしたオーガとなり、名をオガ朗と改める。その後色々あって「使徒鬼・絶滅種（アポ朗）」を経て、神代ダンジョン・フレムス炎竜山を攻略したことで「金剛夜叉鬼神・現神種」へと進化。神となったアポ朗は名をオバ朗と改める。その姿は角が5本、4本腕の銀腕で、髪の毛は銀色、金色の刺青を全身に施し、目の色は金色、漆黒の肌をした鬼神。何とも派手な姿だが、強くなりすぎてきたせいか、ラーニングの確率が低下していることと、飲んでも酔える酒が減っているのが悩み。
【吸喰能力】で得たアビリティを組み合わせて新たな能力を作り出すのが半ば趣味となっている。
【世界詩篇[黒蝕鬼物語]】主要人物で【終焉と根源の大神】の【加護】持ち。
真名【夜天童子】を獲得。
固有能力【百鬼夜行の頭領】、【逢魔時の鬼喰らい】を獲得。
※※※から獲得（特定条件種、特定条件行動、特定条件個体をクリアのため）
特殊能力【異教天罰（ヘレシー・ネメシス）】、【運命略奪（フェイト・プランダー）】、【神話的主要人物・世界詩篇[黒蝕鬼物語]】、【迷宮略奪・鬼哭異界】、【世界の宿敵・飽く無き暴食】獲得。
武器は長物を好み、得物は鍛冶師さんによる強化改造が施されたハルバードと、ベルベットの遺産から見つけた朱槍「餓え渇く早贄の千棘（ガルズィグル・ベイ）」や呪槍。右腕には籠手に変化する腕輪「孤高なる猛威（エグルサ・プル）」を装備。【終焉】系統魔術を扱う。
ミノ吉（ミノきち）
（ゴブ吉→オガ吉→ミノ吉）
声 - 細田健太
- 種族：ゴブリン→ホブゴブリン→大鬼・亜種（オーガ・バリアント）→牛頭鬼・新種（ミノタウロス・ニュスペシス）→雷牛帝王・超越種（ギガミノテリオス・スペリオリシーズ）

生後4日目に主人公の初めての仲間となる。物を考えるのは苦手で不器用。当初は捨て駒候補だったが現在は主人公の一番の心友であり、アス江の恋鬼。
こと戦闘に関しては主人公に次ぐ実力者で、戦闘狂の斧使い。多様なアビリティで相手の隙を突いて戦う主人公と比べて純然たる戦闘力で上回っている。
物ごころついた頃から兄弟の中でも一際遠くを見て歩み続ける主人公を倒して「対等の存在」になる事を目標としている。そのため主人公が存在進化して力量差が開くと、それに追いつこうと頑張りすぎることもある。新たな進化を果たしたり、修行から帰った際には主人公との組み手や実戦訓練を行っており、彼との稽古は主人公にとっても純然たる楽しみとなっている。
重武装部隊《アンガー》の隊長を務める雷牛帝王・超越種。
【世界詩篇[黒蝕鬼物語]】副要人物にして、【八陣ノ鬼将】の1人。【炎の亜神】、【戦乱の亜神】、【雷光の神】の三柱からの【加護】持ち。
称号【斧滅大帝】を獲得。
固有能力【斧滅なる者】、【渇望し天上へ至る者】を獲得。
真名【雷炎牛皇（ケラウノス）】を獲得。
固有能力【雷天神牛（ゼウス）の系譜】、【神殺しの雷炎】を獲得。
※※※から獲得（特定条件種、特定条件行動、特定条件個体をクリアのため）
特殊能力【武勇蒐集】、【蹂躙制覇】を獲得。
武器は重量級を使い、主人公謹製の棍棒や楯。火精石付きのクレッセントアックス。ベルベットの遺産から見つかったグレイトアックス「魔焼の断頭斧」とタワーシールド「黒鬼の俎板」を装備する。
カナ美（カナみ）
（ゴブ美→ダム美→カナ美）
声 - 加隈亜衣
- 種族：ゴブリン→ホブゴブリン→半吸血鬼・亜種（ダムピール・バリアント）→吸血貴族・亜種（ヴァンパイア・ノーブル・バリアント）→氷血真祖・超越種（アスラッド・トゥルーヴァンパイア・スペリオリシーズ）

生後6日目に二番目の仲間となった。主人公の恋鬼。主人公の恋鬼としてはまだ子供がなく、人間の赤髪ショートたちに一歩先んじられているためか、プライベート時には主人公にくっついていることが多い。ゴブリンだったころから主人公には好意を寄せており、その分主人公に危害を加えようとする者には全くもって容赦がない。
遠距離攻撃部隊《リグレット》の隊長を務める氷血真祖・超越種。
【世界詩篇[黒蝕鬼物語]】副要人物にして、【八陣ノ鬼将】の1人。【氷原の神】、【冥府の神】の二柱からの【加護】持ち。
称号【氷界女帝】、【鬼神の正妻】を獲得。
真名【月蝕神醒（ヘカテリーナ）】を獲得。
傭兵団≪戦に備えよ≫が誇る美人六傑の一鬼。
アス江（アスえ）
（ゴブ江→アス江）
声 - 植田佳奈
- 種族：ゴブリン→ホブゴブリン→半地雷鬼（ハーフ・アースロード）→地雷鬼・亜種（アースロード・バリアント）→地獄閻鬼・亜種（アスフェールラージャ・バリアント）

生後21日目に三番目の仲間となった、ミノ吉の恋鬼。趣味は精霊石などの採取で、採掘作業中に迷宮《ベルベットの隠し宝物殿》を発見したり、温泉を掘り当てたりした。関西系の訛りがある（彼女以外にも何名か訛っている者はいる）。世話好きな姐御肌で情が深い。
後方支援部隊《プレジャー》の隊長を務める地獄閻鬼・亜種。
【世界詩篇[黒蝕鬼物語]】副要人物にして、【八陣ノ鬼将】の1人。【地震の神】の【加護】持ち。
真名【大地母鬼（テッラ）】を獲得。
称号【地殻雷鎚】を獲得。
スペ星（スペせい）
（ゴブ星→ホブ星→スペ星）
声 - 山根綺
- 種族：ゴブリン→ホブゴブリン・メイジ→半魔導鬼（ハーフ・スペルロード）→魔導鬼・亜種（スペルロード・バリアント）→煌魔星女王・亜種（スペリティタンクイーン・バリアント）

27日目に出稼ぎから帰還した年上ゴブリン組の一鬼で、登場当初は雌のホブゴブリン・メイジだった。知力に優れたタイプで、主人公が旧ホブコブリン・リーダーと対立した際に一対一の勝負でカタをつけるように提案した。魔導書の収集癖があり、主人公の持っていた「魔術師入門基礎魔術一覧・中巻」もいつの間にか所有していた。メイジとしての冷静さからブラ里のブレーキ役。と言っても事後に軽くたしなめる程度で、どちらかというとじゃれ合いに近い。
魔法行使部隊《アゴニー》の隊長を務める煌魔星女王・亜種で、自身の身を守り魔術を補助する8つの球体を周囲に浮かべている。進化によって魔術の威力が上がりすぎており、主人公と同様に全力を出せる機会が減っている。
【炎熱】系統魔術を得意とし、【水氷】【深淵】系魔術も扱える。
【世界詩篇[黒蝕鬼物語]】副要人物にして、【八陣ノ鬼将】の1人。【魔術の神】と【杖の亜神】の二柱からの【加護】持ち。
真名【流星魔涙（エトワール）】を獲得。
称号【崩星導師】を獲得。
ブラ里（ブラさと）
（ゴブ里→ホブ里→ブラ里）
声 - 大森日雅
- 種族：ゴブリン→ホブゴブリン→半血剣鬼（ハーフ・ブラッディロード）→血剣鬼・亜種（ブラッディロード・バリアント）→血剣軍女帝・亜種（ブラッディレイドエンプレス・バリアント）

27日目に出稼ぎから帰還した年上ゴブリン組の一鬼で、登場当初は雌のホブゴブリンだった。主人公の訓練を受けた結果、剣技に適性を見せ、魔剣・名剣の類を収集するようになる。魔導書収集をしているスペ星と共に散々買い漁った挙句、盗賊狩りで稼いだ資産を使い果たしてしまった事もある。同年代のスペ星には頭が上がらない。
種族的な特質でもあるが血に酔って暴走してしまう事も多く、漫画版ではホブゴブリンだった頃にも主人公が旧ホブコブリン・リーダーを縛りあげてサンドバッグにするありさまを見て、他の者はみなドン引きする中、目を輝かせていた。
軽武装部隊《ヘイトリッド》の隊長を務める血剣軍女帝・亜種。進化したことで血剣の翼を有するようになった。
【世界詩篇[黒蝕鬼物語]】副要人物にして、【八陣ノ鬼将】の1人。【血の神】と【剣の亜神】の二柱からの【加護】持ち。
真名【灼血闘剣（エルペンスト）】を獲得。
称号【剣嚇錆焙（けんかくしょうばい）】を獲得。
セイ治（セイじ）
（ゴブ治→ホブ治→セイ治）
声 - 村田太志
- 種族：ゴブリン→ホブゴブリン・クレリック→半聖光鬼（ハーフ・セイントロード）→聖光鬼・亜種（セイントロード・バリアント）→聖輝鬼王・亜種（セイリーネスキング・バリアント）

同年代ゴブリンの一鬼で、初めてクレリックになった個体。治療及び防御特化型。タイプは違うが≪戦に備えよ≫内でも主人公と並ぶイケメンで、アイ腐とクギ芽を含めて数名の女鬼によるハーレムが形成されている。性格も誠実かつ温厚で主人公を「兄さん」と呼び慕っており他の団員、特に人間種のメンバーとの付き合いも良好。オフの時にはボランティア並みの低料金で治療行為を行っている。
医療部隊隊長《プリエール》を務める聖輝鬼王・亜種。鬼珠（オーブ）から具現化するメイスで「殴ること」で相手を治療する能力も持つ。この際には痛みはないが殴られる衝撃はある。防御結界である「聖力領域（シェル・フィールド）」は主人公でもアビリティを使わない素の状態では一撃では抜くことが出来ない。聖輝鬼王・亜種となってからはカリスマを感じさせるようになっており、治療再生能力は両腕どころか下半身が欠損した状態でも「生きていれば完全に治せるレベル」に到達している。このことから彼の部隊がいれば「即死さえしなければ助かる」ので《戦に備えよ》で行われる訓練は死に掛けるのも想定の内という厳しさである。
【世界詩篇[黒蝕鬼物語]】副要人物にして、【八陣ノ鬼将】の1人。【慈愛の亜神】の【加護】持ち。
真名【慈善救命（クルーティオ）】を獲得。
称号【救光慈父】を獲得。
アイ腐（アイふ）
（ゴブ浮→ホブ浮→グル腐→イロ腐→アイ腐）
声 - 小見川千明
- 種族：ゴブリン→ホブゴブリン・メイジ→死食鬼（グール）→鬼腐人・亜種（フィメロット・バリアント）→腐死鬼姫・新種（アーディハイド・ニュスペシス）

同年代ゴブリンの一鬼で、腐肉が好きで死食鬼になった色モノ担当。存在進化するごとに人形のような作り物めいた美しさを持つようになり、生体防具もドレスにハイヒールと夜会に赴く令嬢の如くだが、特殊な趣味を持ち合わせており≪戦に備えよ≫美人六傑からは外されるなど、男性団員からの受けはいまひとつ。オフの時には種族を問わず、己の趣味の布教活動は欠かさない。趣味はあくまで趣味らしく、クギ芽と共にセイ治のハーレムのツートップとしてまとめ役をしている。
【世界詩篇[黒蝕鬼物語]】副要人物にして、【八陣ノ鬼将】の1人。腐女子にして、【腐食の神】の【加護】持ちで身体から発する黒い瘴気のようなものは触れただけで種類を問わず腐食させる効果を持つ。
真名【魂魄腐界（コロージョン）】を獲得。
称号【凶険腐導】を獲得。
クギ芽（クギめ）
（ゴブ芽→ホブ芽→ドド芽→クギ芽）
- 種族：ゴブリン→ホブゴブリン→百々目鬼（どどめき）→九祇眼鬼（くぎめき）→九祇鬼姫・亜種（くぎおにひめ・バリアント）

同年代ゴブリンの一鬼で、眼の位置はヒトと同じ場所に一対、眉の部分に一対、額の中心に他よりも大きい眼が縦に一つ、掌に一対、手の甲に一対だが、必要な時以外はヒトと同じ位置のみを開いている。巫女さんのような和装風生体防具を纏い、和傘型の生体武器と黒銀と翡翠で出来た扇型マジックアイテム【夜風の太夫】を装備。オフの時にはセイ治の手伝いをしている他、≪戦に備えよ≫で催される宴会の際にもセイ治と共に部下たちにかしずかれて優雅に待っているため、宴に出す料理の準備など何かと自分から行動してしまう主人公よりも上官っぽい。
【世界詩篇[黒蝕鬼物語]】副要人物にして、【八陣ノ鬼将】の1人。【観測の亜神】の【加護】持ち。
鬼将の一鬼ではあるが情報収集に特化している。妖術が扱えるが、戦闘力はけして高くはない。自身の「眼」で見た情報をセイ治とリンクすることで、攻撃の激しい箇所に防御結界を集中・分配させる「絶対防御」を実現する。
真名【運命導眼（オイユ）】を獲得。
称号【視鬼后官】を獲得。

#### 称号【鬼神の権妻】持ち
赤髪ショート（ルベリア・ウォールライン）
声 - 菅野真衣
年上ゴブリンたちが捕まえてきた5人の女性の一人。
総合統括機関（ギルド）「弱者の剣」から護衛依頼を受けていた冒険者。
狼系犬っ子キャラで、主人公の恋人の一人。
職業【戦士】、【農婦】、【魔喰の戦士】、【聖獣喰い】、【鬼子の聖母】などを持つ。
222日目に主人公の三女・オプシー（使徒鬼・亜種）を出産した。
【戦獣の亜神】の【加護】持ち。
称号【鬼神の権妻】を獲得。
【鬼乱十八戦将】に覚醒。称号【赤餓狼】を獲得。
姉妹（姉）さん（フェリシア・ティミアノ）
声 - 山村響
年上ゴブリンたちが捕まえてきた5人の女性の一人。
行商人（ペドラー）の一団である≪星神亭≫に所属していた。
似た顔をした妹が居る。
主人公の恋人の一人で巨乳。
職業：【行商人】、【料理人】、【仕立屋】、【料理長】、【鬼子の聖母】などを持つ。
111日目に主人公の長女・オーロ（半人大鬼）を出産した。
称号【鬼神の権妻】を獲得。
姉妹（妹）さん（アルマ・ティミアノ）
声 - 山村響
年上ゴブリンたちが捕まえてきた5人の女性の一人。
行商人の一団である≪星神亭≫に所属していた。
似た顔をした姉が居る。
主人公の恋人の一人で貧乳。
職業【行商人】、【料理人】、【仕立屋】、【料理長】、【鬼子の聖母】等を持つ。
111日目に主人公の長男・アルジェント（半人大鬼）を出産した。
称号【鬼神の権妻】を獲得。
鍛冶師さん（エメリー・フルラット）
声 - 島袋美由利
年上ゴブリンたちが攫ってきた五人の女性の一人。
行商人（ペドラー）の一団である≪星神亭≫に所属していた。
主人公の恋人の一人でほんわかとした雰囲気の癒し系。
職業【行商人】、【鑑定士】、【鍛冶師】、【精霊鍛冶師】、【鬼子の聖母】などを持つ。
114日目に主人公の次男・鬼若（上級大鬼）を出産した。
称号【鬼神の権妻】を獲得。
錬金術師さん（スピネル・フェアン）
声 - 東城日沙子
年上ゴブリンたちが捕まえてきた5人の女性の一人。
行商人の一団である≪星神亭≫に所属していた。
主人公の恋人の一人で眼鏡を掛けた知的なクール系美人だが、後述のドライアドさんの件でゴブ美をはじめ、皆がへそを曲げていたところ。主人公に相談された際に説明したうえでかなり情熱的なアプローチを行った。
職業【行商人】、【錬金術師】、【魔道具製作師】、【鬼子の聖母】などを持つ。
114日目に主人公の次女・ニコラ（人間）を出産した。
称号【鬼神の権妻】を獲得。
女騎士（テレーゼ・イースト・エッケルマン）
声 - Lynn
元・王国騎士。大森林に攻め込んできたが敗北し、捕虜となる。人間のメンバーの中では主人公に心身共に屈服した後に入団した。
称号【鬼神の権妻】を獲得。
【鬼乱十八戦将】に覚醒。称号【憐輝士】を獲得。周囲の対象の戦闘意欲をそぎ落とす「憐輝」を発する。
ドリアーヌさん（ドリアーヌ・デュブエ）
声 - 原由実
大森林に棲むドライアドで、主人公が単独行動中に出会った。主人公の（今世での）初体験の相手で、彼女と出会ったことが発覚したことで主人公の恋人たちが一気に攻勢に出た。主人公の分体を吸精したことでドリアーヌに存在進化した。樹から離れて独立行動が可能になったため、拠点に引っ越してくる。
称号【鬼神の権妻】を獲得。
【鬼乱十八戦将】に覚醒。
称号【艶美華】を獲得。
名前はドライアドさん→ドリアーヌさん。
種族はドライアド→美花頭女（ドリアーヌ）。

#### 主人公の子供
オーロ
主人公の第一子で長女。けっこうお茶目な性格で弟のアルジェントを振りまわしている。料理が趣味。
111日目に姉妹（姉）さんが出産した子で、人間と鬼種の混血である【混沌種】。
右手の甲に金色の“鬼珠”があり、金の弓とハルバードを具現化できる。
オーロ=金を意味する。
【職業・鬼児】を持つ。
【鬼乱十八戦将】に覚醒。
称号【金砲姫】を獲得。
種族は半人大鬼（オーガ・ミックスブラッド）→半人武鬼・亜種（ロード・ミックスブラッド・バリアント）
アルジェント
声 - 七瀬彩夏
主人公の第二子で長男。父である主人公を尊敬して日々修業に励んでいるが、姉と弟に振り回される苦労人。それなりに料理ができる。
111日に姉妹（妹）さんが出産した子で、人間と鬼種の混血である【混沌種】。
左手の甲に銀色の“鬼珠”があり、銀の弓とパルチザンを具現化できる。
アルジェント=銀を意味する。
【職業・鬼児】を持つ。
【鬼乱十八戦将】に覚醒。
称号【銀槍王】を獲得。
種族は半人大鬼（オーガ・ミックスブラッド）→半人武鬼・亜種（ロード・ミックスブラッド・バリアント）
鬼若（おにわか）
主人公の第三子で次男。ミノ吉を尊敬しているためか、少々脳筋気味。母親の仕事（鍛冶）にも興味がある様子。
114日に鍛冶師さんが出産した子で【獄卒暴鬼】。
【鬼乱十八戦将】に覚醒。
称号【暴乱王】を獲得。
種族は上級大鬼（ハイ・オーガ）→獄卒暴鬼（ごくそつあばれおに）
ニコラ
主人公の第四子で次女。
114日に錬金術師さんが出産した子で【人間】。
金髪碧眼。通常より成長は早い物の、まだ赤ん坊。
【職業・鬼児】、【職業・紋章術師（クレストメイカー）】を持つ。
オプシー
主人公の第五子で三女。
222日目に赤髪ショートが出産した子で【使徒鬼・亜種（アポストルロード・バリアント）】。
灰髪紅眼。成長が早くニコラよりは若干成長しているが、まだ幼児。
【宝石の神】と【冥獣の亜神】の【加護持ち】で、魔力から変換した宝石を使ったゴーレム「冥獣」を使役できる。

#### ペット
主人公が得たアビリティで「使い魔」となったモノたち。他にもスペ星のハインドベアー、カナ美やブラ里のトリプルホーンホース（進化してブラッドホーンホース）や騎獣部隊用のブラックウルフがいる。
クマ次郎（クマじろう）
パンダ。主人公のペットで乗騎。
体長は7メートル。額に生えた1メートルほどの角には特殊な力が宿る。
主人公にマジックアイテム【幼き武装水粘液の粘核入り小瓶】の実験体にされ、胸部に銀核が半分露出されたかたちで埋め込まれている。
【鬼乱十八戦将】に覚醒。称号【鬼熊王】を獲得。
種族はハインドベアー→鬼熊（オニグマ）→荒鬼熊猫（アラバキパンダ）。
クロ三郎（クロさぶろう）
主人公のペット。
三つの頭があり、口から黒炎と雷を吐く。
クマ次郎と同様に主人公に実験体にされ、胸部に銀核が埋め込まれている。
【鬼乱十八戦将】に覚醒。称号【黒狼帝】を獲得。
種族はブラックウルフリーダー→オルトロス（双頭狼）→ヘルケルベロス（三頭冥狼）。
熊吉（くまきち）
ミノ吉のペットで乗騎。
大きさは九メートルにもなる。
種族はハインドベアー→鬼熊→鋼鎧大熊（アーマービッグベア）。
タツ四郎（タツしろう）
主人公が【能力・化石復元】で蘇らせた古代炎葬竜（エンシェント・フレメイションドラゴン）。
体長は約80メートルと【知恵ある蛇／竜】としては一部例外を除けばかなりの大型で、【帝王】類にも迫る巨躯を誇っている。

#### 一般団員
五鬼戦隊パラベランジャー
同年代ゴブリン内の5鬼で、ホブゴブリンを経て現在はオーガ（3名）、およびオーガメイジ（2名、内1名はメス）の亜種となっている。12日目の深夜に主人公を襲って返り討ちにあい、下僕となっていた過去がある（その時には6体いたが、主人公が手加減出来ずに1体死亡）。
仲間を守るために努力し更には弱者を救おうとするなど、ゴブリンとは思えない精神構造をしている。主人公を襲ったのも狩りが上手くいかずに飢えていた仲間を助けるため、それでも数で脅して食料を貢がせようなど、ゴブリンらしい短絡であった。
【色彩の亜神】の【加護】持ちで、それぞれ【赤】【青】【黄】【緑（メス）】【灰】の象徴色がある外骨格を身にまとう能力を持ち、其々が属性の違う大剣・槍・ウオーハンマー・弓・鞭を使う。
【鬼乱十八戦将】に覚醒。
称号【五業鬼】を獲得。
ホブ凛→サン凛（ホブりん→サンりん）
同年代ゴブリン。ホブゴブリン・メイジだが、主人公から同年代のオーガや虎人、雷竜人、人間を含めた十人隊長に任命される。かなりのプレッシャーにさらされるが、突きぬけた末に某鬼軍曹的な指揮官となる。その影響か、指揮統率に優れた「半軍曹鬼（ハーフ・サージェントロード）」に存在進化した。
ホブ風、ホブ火（ホブかぜ、ホブひ）
同年代ゴブリン。修業を兼ねた資金稼ぎに大森林を出た際にスペ星、ブラ里のチームに同行。
ホブ水→セイ水（ホブすい→セイすい）
同年代ゴブリン。メス。セイ治と親しくホブゴブリンへの存在進化でクレリック属性に目覚める。修業を兼ねた資金稼ぎに大森林を出た際にミノ吉、アス江のチームに同行。その後、聖光鬼に存在進化した。
ホブ雷→クレ雷（ホブらい→クレらい）
同年代ゴブリン。ボーンネイルガンを使う雌のホブゴブリン。迷宮都市《パーガトリィ》の≪戦に備えよ≫2号店舗でダンジョン・シェルパとして働く。
ホブゴブリンとしてはかなり整った容貌（少なくともベルルフは初めて見たレベル）で固定客の心をがっちり掴む遣り手。固定客の一人・ベルルフとの仕事後に存在進化し、「半天眼鬼（ハーフ・クレイアロード）」となる。
ゴブ爺（ゴブじい）
声 - 飛田展男
群れの最年長ゴブリンで、20年ちょっと生きている。知識がゴブリンとしては異常とも言える程豊富で、アイテムの等級や群れに伝わる薬（毒薬含む）の調合道具を受け継いでいた。
多くの子供を孕ませており、主人公云わく『エロ爺』。
百八十日目に老衰で死亡。
ホブ剣（ホブけん）
27日目に出稼ぎから帰還した年上ゴブリン組の元リーダー。年上組では三鬼しかいないホブゴブリンだった。出稼ぎに出た先で赤髪ショートたちを捕らえて帰って来たが、彼女たちの扱いについて主人公と対立。喧嘩になるが、主人公のアビリティを利用した戦法で敗北。
その後、訓練への参加や捕らえた女性たちに手出し厳禁を言い渡されるが不満を抑えきれず、夜中に赤髪ショートたちを襲ったところを既に察知していた主人公に捕らえられ、同調した年上ゴブリン・7鬼と共に見せしめとして拷問の末に殺された。彼が殺された後に年上グループから6鬼ほどの離脱者が出たのを最後に離反者は出なくなった。
秋田犬（あきたけん）　
コボルド氏族の元リーダーで、秋田犬に似た顔立ち。自分たちの住処である洞窟を拡張工事中に迷宮に行きあたり、そこから出てきたスケルトンによって全滅しかかっていたところを主人公に救われたことで以後、主人公を「殿（との）」と呼び従う様になる。
真名【秋風之辻】を獲得。
【鬼乱十八戦将】に覚醒し、称号【忠犬侍】を獲得。
名前はコボルドリーダー→秋田犬。
種族はコボルド→足軽コボルド→武士コボルド→将軍コボルド。
護衛エルフ（キルエ・シフォン・クラエ&アルエ・サライス・クラエ）
声 - 関根瞳（キルエ）、松岡美里（アルエ）
元エリートエルフの二人（女性）で、ボンクラなエルフ（男性）の身辺警護を仰せつかっていた。実はエルフ12氏族・クラエ家の出身で、エルフだけが精製できる金属・ミスラルを生み出せる、現在はミスラルを生み出せる存在として重宝され、こんな生活もありかも、と最近吹っ切れてきた。
キルエはクラエ本家の3女。アルエは分家筋の娘。
熱鬼くん（イルグレッド）
元帝国軍奴隷部隊員の【煌焔鬼・亜種(ブレイズロード)】。当初は主人公たちを軽く見て傭兵団を乗っ取ろうとしたが敗北。平団員からという扱いになる。
鬼珠を解放することで炎熱を纏う大剣を使い攻撃力がある。肉弾戦好きで主人公からムエタイを仕込まれる。
【鬼乱十八戦将】に覚醒。
称号【煉獄剣】を獲得。
種族は灼熱鬼（フレイムロード）→煌焔鬼・亜種(ブレイズロード)。
風鬼さん
元帝国軍奴隷部隊員の【暴嵐鬼・亜種(ストームロード)】。当初は主人公たちを軽く見て傭兵団を乗っ取ろうとしたが敗北。平団員からという扱いになる。
鬼珠を解放することで疾風を纏う脚甲を使い攻撃速度に優れる。脚グセが悪いが、そこを長所と見た主人公からサバットを仕込まれる。
性別は女性。
種族は疾風鬼（ゲイルロード）→暴嵐鬼・亜種(ストームロード)。
幻鬼くん
元帝国軍奴隷部隊員の【夢幻鬼・亜種(ヴィジョンロード)】。当初は主人公たちを軽く見て傭兵団を乗っ取ろうとしたが敗北。平団員からという扱いになる。漫画版では熱鬼くんと風鬼さんが主人公に対してツンデレ気味なのをフォローしている。
近接戦は苦手だが、高度な幻術を操る。鬼人としては非力だが、主人公からは力を無駄なく使えるよう柔術を仕込まれる。
種族は幻想鬼（イルーシェンロード）→夢幻鬼・亜種(ヴィジョンロード)。
ラムラさん
雷竜人（サンダードラゴニュート）で、雷撃を操る。当初は主人公たちを軽く見て傭兵団を乗っ取ろうとしたが敗北。平団員からという扱いになる。
性別は女性。傭兵団≪戦に備えよ≫が誇る美人六傑の一体。
鈍鉄騎士（スティール・クローバック）
声 - 中島ヨシキ
帝国騎士団副団長だったが、敗れて捕らえられた際に自ら傭兵団≪戦に備えよ≫へ志願した。喧嘩上等な育ちで前団長に負けたことを切っ掛けに騎士団入りしたが、現団長含めて身分とコネで入団してくる貴族のボンボンたちには辟易しており、そいつらを入れるために在団員を異動させられるなど、騎士を辞めることも考えていた。生まれ育ったのも亜人種の多い土地で特に偏見も無く、騎士団入りしてからも貴族や他地域出身者の亜人蔑視を理解できなかったのも浮いていた原因。
赤髪ショートとは師弟関係となるが【魔喰の戦士】【獣騎士】といった職業を獲得して瞳の色が同じになったこともあって主人公から「兄妹のようだ」と評されている。
主人公に深く心服しているが「閑話（121日目〜）」に、セイ治から「（主人公含めて）≪戦に備えよ≫幹部の大半が生まれてから半年も経っていない」と聞いた時には面喰っていた。
【鬼乱十八戦将】に覚醒。
称号【戦鉄獣】を獲得。
スカーフェイス
主人公の【下位アンデッド生成】で創られた存在で、現在は【冥界の竜骨騎士（ブラックアンデッド・ドラグーンナイト）】に存在進化している。
ずっと訓練官役をやらせていて、少々知能が高くなっている。ブラックアンデッド・ナイト（スカーフェイス）とブラックスケルトン・ホースソルジャー二体を【骨結合】と【合成】により改造した。両頭骨の右眼窩に、オーガ時代のミノ吉君との訓練でついた特徴的な十字傷がある。
【鬼乱十八戦将】に覚醒。
称号【殲滅骸】を獲得。
なお、《戦に備えよ》では彼らアンデッド兵が主要な労働力とされており、捕虜は奴隷であっても強制労働は行われない。単純労働をやらせたところで休み不要のアンデッド兵がやるより非効率なため、する意味がないのが理由。
復讐者→陽勇（シグルド・エイス・スヴェン）
かつては王国騎士であったが、故郷の村人や恋人を【大鎧百足】に喰い殺され、復讐を果たすために主人公の配下となる。多少ならず非常識な部類に入る主人公のレベリングと戦闘訓練によって地力を高め、聖戦にて本懐を遂げて復讐を果たした。主人公からは聖戦以降、復讐者改め陽勇と呼ばれており、本来の明るさを取り戻しつつある。
【英雄詩篇[輝き導く戦勇の背]】主要人物（メインキャスト）。
【陽光の神】の【加護】持ち。
【妖炎の魔女】【守護騎兵】【簒奪者】【慈悲の聖女】
【英雄詩篇[輝き導く戦勇の背]】副要人物（サブキャスト）。

剣闘王（ライガー・バゼット）
職業:不明。
【鬼乱十八戦将】に覚醒。
称号【剣闘鬼】を獲得。
女武者（カエデ・スメラギ／住良木 楓）
職業【異界の剣豪】を持つ。
王都にある≪戦に備えよ≫1号店舗の店長をしている。
【鬼乱十八戦将】に覚醒。
称号【桜商侍】を獲得。
≪ソルチュード≫
ガキ大将（ルッツ・バル）、ガキ中将（イーラ・女）を中心とした、元孤児達の実験部隊。

### シュテルンベルト王国（通称：王国）
お転婆姫（ルービリア姫）
声 - 稗田寧々
王国の王女。
第一王妃の娘であり、認識した対象の心が読める。
【半人覚（サトリ・ミックスブラッド）】だった始祖王ロルギスの【先祖返り】とされる。【判定の神】の【加護】持ち。
年寄り臭い口調で話すが、世間知らずで我が侭。お忍びで出かけてはトラブルになることもしばしばあり、トリエントで人攫いに攫われたところを少年騎士の依頼を受けた主人公に救出される。
少年騎士（マックール・セイ）
お転婆姫に使える王国騎士。お転婆姫からは「マル」と呼ばれている。お転婆姫のワガママに振り回される苦労人。
主人公の弟子となり、師父と呼んでいる。主人公のアドバイスでメインウエポンを槍に替えてからはめきめきと腕を上げている。
第一王妃
お転婆姫の母親で、王国の第一王妃。
お転婆姫と同じく、人の心が読める。
五大神教の熱狂的な信者だが、その執心ぶりは主人公も引いている。
第一王女（ディアーナ姫）
不死の病：クリシンド病に侵されていたが、エルフの秘薬によって回復した。
帝国次期皇帝の婚約者。
異界の賢者（セージ・ディファレント）
王国に異界知識をもたらして発展に貢献した【異邦人】であり、御年70歳。
専門知識以外は概念を伝えた程度なので、下水道などは無計画な工事によって王国側も把握しきれないほど複雑な迷路と化している。
四象勇者（フォクス・ガルド）
王国の最高戦力。
【水震の勇者】フリード・アクティ。農民出身の二十代男性。「復讐者〈陽勇〉」と同様に加護を得たために王国に取り込まれたが、貴族・王族に対する忠誠心はなく故郷の家族や知人を守ることを第一としている。
【闇守の勇者】アルリッヒ・ティン・アグバー。王国貴族出身の十代女性。第一王妃と同じく五大神教の信者で主人公に対してストーカー行為をしている。
【岩鉄の勇者】ガスケード・バロッサ・メロイ。王国貴族出身の四十代男性。
【樹砦の勇者】フュフュ・アイン。数百歳の女性エルフで、唯一の亜人である。

### キーリカ帝国（通称：帝国）
次期皇帝
帝国の皇太子であり、王国第一王女の婚約者。
婚約者の病の治療薬を得るために、エルフの集落がある《クーデルン大森林》へ侵攻した。
多くの犠牲を払いながらも、秘薬を持ち帰る事に成功。
公爵令嬢（ユメイミ・ガーチナ・アーノーコ）
帝国貴族。父親からの命で王国に向かう途中、オークの群れに襲われるが五鬼戦隊に救われる。本人によるとこの時の出会いがその後の人生を左右したとのこと。
八英傑騎甲団（ルガルド・オルデン）
帝国最高戦力の一つ。
- 序列第二位【黒雲の勇者】クラウドラス・ベルマウストス・グフスタフ。中年男性。【神器】持ち。聖戦にて死亡。
- 序列第三位【雷鳴の勇者】アルトゥネル・ベアーダ・リッケンバー。男装の麗人。【神器】持ち。≪英勇武踏祭≫準・優勝者。聖戦はどうにか生き延びたもよう。
- 序列第七位【骸蟲英雄】フィリポ・ベルド・ロッカータ。とある貴族の次男坊。【魔蟲の神】の【加護】を持ち、両目が複眼になっている。ペットに【災害指定個体：大鎧百足（アルティルム）】などが居る。聖戦にて死亡。

帝国との戦争に負け【運命略奪】により従っている英勇
- 【剛脚の勇者】アンダーソン・ボーキャク。青年。聖戦にて死亡。
- 【斬糸の勇者】ディオリマス・アイオドス。女性。聖戦にて死亡。
- 【覇狼英雄】ウォルフ・ヴォルフ。平民出身の中年男性。 熱鬼くんたちと少し因縁がある。聖戦にて死亡。
- 【砂牛英雄】ヌー・ウシカ。聖戦にて死亡。

観測の神の巫女
詳細不明。

### アタラクア魔帝国（通称：魔帝国）
【魔帝(ミルディオンカイザー)】ヒュルトン・ガスクラウド・アタラクア
魔帝国の帝王。男性。
【魔禍召喚帝・亜種(カタスアラードカイザー)】という【召喚術(サモン)】を得意とする種族。《魔界(クリフォト)》に通じる黒い孔を開き、奇々怪々な何かを召喚して戦わせる。
“魔界の天統べる王の五指”【召喚術】により召喚された。天の黒い孔から出る巨大な黒い手。
“堕落誘う白龍王”【召喚術】により召喚された。【魔帝】が【召喚】出来る存在の中でも五指に入る一体。外の世界を視認するための眼球は存在せず、鱗も無ければ毒牙も無い、乳白色のツルツルブニブニとした皮膚が特徴的な二百メルトル程の巨大な龍。万物を糧とする【エネルギー吸収】という能力によって巣と定めた場所から動く事無く生涯を過ごす、“堕落する白蛇ロードムス”が万年生きた果てに到達する存在。
聖戦にて死亡。
【六重将】
- 第一席【重白将(ヘルビィ・ヴァイア)】次期【魔帝】とされている【魔帝】の息子。聖戦は防衛のため留守番。
- 第二席【重黒将(ヘルビィ・ブラウド)】ゼムラス・ス・スラムゼ。不定系魔人。性別不明。聖戦にて死亡。
- 第三席【重翠将(ヘルビィ・ジェリオ)】ファルニア＝ヤルゥ。鳥類系魔人。女性。聖戦にて死亡。
- 第四席【重緋将(ヘルビィ・スカーダ)】バララーク・バラク。金属系魔人。男性。≪英勇武踏祭≫優勝者。聖戦にて死亡。
- 不明　【重藍将(ヘルビィ・インディゴ)】魔帝国を裏から支えている。聖戦は防衛のため留守番。
- 不明　【重紫将(ヘルビィ・ヴィオルタ)】【六重将】の中で最も若い。聖戦は防衛のため留守番。

### エストグラン獣王国(通称:獣王国)
【獣王(ビーストキング)】ライオネル・ガウロ・エストグラン
獣王国の国王。男性。
種族は【黄金獅子王・亜種(ゴルディアス・ライオンキング)】
聖戦にて死亡。
【獣牙将(ビファログ)】
- 一牙【地虎牙将(ティグス・ビファログ)】次期【獣王】とされている【獣王】の愛娘。
- 二牙【雷豹牙将(ボルタ・ビファログ)】チチルタ・ラーチラ。ヒョウ系獣人。男性。自由人。
- 四牙【黒斑牙将(ブラッチ・ビファログ)】ハイエルダ・ダーフス。ハイエナ系獣人。女性。苦労人。
- 五牙【剛猿牙将(ゴルリラ・ビファログ)】ゴリ・ゴリーラ。ゴリラ系獣人。男性。脳筋。
- 六牙【河馬牙将(ヒスポル・ビファログ)】ヒポポ・タモス。カバ系獣人。男性。楽天家。
- 九牙【猟兎牙将(ヴォビット・ビファログ)】ラビ・トトリ。ウサギ系獣人。少年に見える老爺。腹黒い。
- 十牙【紅猪牙将(カトボル・ビファログ)】ブラーヌ・ブル。イノシシ系獣人。少女。天然。

### ルーメン聖王国(通称:聖王国)
ルーメン十三世
聖王国の当代聖王とあると同時に支配の勇者でもある
聖戦は防衛のため留守番。
【白き誕叡なる救世主(セイヴァー・ザ・ホワイトバース)】アンナリーゼ・ディナ・エインズ・ルーメン
【誕生と叡智を司る大神】の【加護】を持つ十代後半の聖王国王女。【誕叡大神之魂界杖(セフィロスティ・ゼクリオス)】の神器を持つ。
生まれつき不治の難病であったが【救世主・候補(セイヴァー・キャンディデート)】という変わった職業を授かり回復、その後【救世主・候補】が【白き誕叡なる救世主(セイヴァー・ザ・ホワイトバース)】に変わり、自分が【世界の宿敵・飽く無き暴食】を討ち、自身もそこで果てるための存在である事を理解した。
聖戦にて死亡。主人公はある意味「運命の人」だったため、かなりヤんでいる態度だった。
【割断の聖人クリベージ・セイント】ウーリア・デュフネス・サーズ
聖王国貴族出身。
女性でありながら身の丈ほどの長さを誇る両手長剣の【神器】である【割断神之魂剣(クリベルント)】を愛用する。
聖戦にて死亡。
【境界の聖人ボーダー・セイント】イーシェル・ヴォルフシュ・サーズ
聖王国貴族出身。
女性でありながら身が隠せるほど大きな金属盾の【神器】である【境界神之魂盾(ボルダント)】を愛用する。
聖戦にて死亡。
【枢機卿】
聖王国に4人しかいない最高幹部。
- 【狩猟の勇者】にして【枢機卿】のラン・ベル。三十代前半の美女。【枢機卿】の中で一番若い。弓の【神器】【狩猟神之弓箭(ハルマント・アンルゥオ)】持ち。聖戦にて死亡。
- 【数式の勇者】にして【枢機卿】のムテージ・ベイドラス・ディノア。老爺。棍棒型の【神器】【数式神之魂改竄棍(アボーガ・ムフェル)】持ち。聖戦にて死亡。
- 【星読英雄】にして【枢機卿】のアルドラ・オーブス・エスメラルダ。年齢が化物級老婆。水晶型の【神器】【星読神之魂水晶(クリオネルディス・アーク)】持ち。聖戦にて死亡。
- 【書冊英雄】にして【枢機卿】のイムルスカ・ファレス・トードル。老爺。書冊型の【神器】【書冊神之魂原書(ルーツ・ブライオス)】持ち。聖戦にて死亡。

英勇
聖王国に所属する英勇。
勇者
- 【天声の勇者】ブランドネス・ダイオル・オルケストル。今は無き小国の音楽一族出身の妙齢な女性。マイク型の【神器】【天声神之魂声機(ヘブンディエス・マイク)】持ち。聖戦にて死亡。
- 【愛の勇者】ラヴァーズ・アモール。褐色の美女。【神器】持ち。聖戦にて死亡。
- 【狂気の勇者】クルトゥク・トィクス・アブトラクフ。聖王国貴族の初老男性。聖戦にて死亡。
- 【円環の勇者】ウロボレアス・リンデル・バウヘルム。聖王国貴族の青年。聖戦にて死亡。
- 【仮面の勇者】ペルソル・マスクレイド。少数民族出身の青年。聖戦にて死亡。
- 【毒茸の勇者】マシュルム・ポインズ。少数民族出身の少年。聖戦にて死亡。
- 【共振の勇者】ハウリデス・デュノア。平民出身の少年。聖戦にて死亡。
- 【結界の勇者】スペクラン。聖戦は防衛のため留守番。
- 【料理の勇者】セルバンテス・アルバンテス。平民出身の中年男性。包丁型【神器】【料理神之万能包丁(クッキング・オーナイ)】と鍋型【神器】【料理神之万能鍋(クッキング・オーバン)】持ち。幸か不幸かオバ郎に目をつけられた。オバ郎の説得(脅迫)により≪戦に備えよ（パラベラム）≫に下る。
- 【聖槍の勇者】ムータロス。故人。聖王国がまだ小国だった時代に大国から聖王国を救った勇者。

英雄
- 【探求英雄】ハワーリップス・クィリス・アブトラクフ。聖王国貴族の初老男性。聖戦にて死亡。
- 【悪銭英雄】アクガーネ・タメール・アクドーク。太った中年男性。聖戦にて死亡。
- 【炎舞英雄】リズミオ・トッテルネン。盲目の青年。聖戦にて死亡。
- 【鋼殻英雄】メルディ・ベルナ。少数民族出身の少女。聖戦にて死亡。
- 【魔鳥英雄】ディノバーノ・エインス。平民出身の少女。聖戦にて死亡。
- 【豊穣英雄】アシュルテ・ムンディボ。恰幅の良い中年女性。聖戦にて死亡。
- 【飛魚英雄】フラフィ・フィフィル。島育ちの青年。聖戦にて死亡。
- 【軍象英雄】エレスフォン。聖戦は防衛のため留守番。
- 【鉄輪英雄】シャイナード。聖戦は防衛のため留守番。
- 【岩兵英雄】ロックヤード。聖戦は防衛のため留守番。

### 小国所属の英勇
- 【爆発の勇者】ボムル・ボボルル。小国の青年。聖戦にて死亡。
- 【腐浄の勇者】キフス＝デナ＝エルナ。妙齢の女性。何処かの誰かと雰囲気が似ている。聖戦はアイ腐と共にどこかに消え不明。
- 【雹雨英雄】アルララ・ラララ。無表情な女性。【神器】持ち。聖戦にて死亡。

### その他
娘さん（メイル・フェールオ・ラインフォール）
声 - 稲垣好
クーデルン大森林のエルフの里の住人。森の外に出て商会を営む叔父がいる。
父親エルフの娘。攫われた所を、主人公に助けられる。以後、協力関係を結ぶが≪戦に備えよ≫本拠に開設した温泉保養施設にすっかりハマっている。
アニメ版では巫女を示す「サーラ」とクレジットされている。
父親エルフ（エッセバ・フェールオ・ラインフォール）
声 - 咲野俊介
クーデルン大森林のエルフの里の住人。
エルフの氏族長で、娘さんの父親。大森林を出て商会≪緑矢星郷≫を経営する弟・シュベルスがいる。
アニメ版では「里長」とクレジット。
剣士の青年（ルーク・イルダーナ・エドモンド）
声 - 小林裕介
【英勇詩篇［救国を担いし光の御子］】主要人物。クラスター山脈で魔物フォモールの群れと戦っていたところ、群れのボス（仮称「バロール」）を狙った主人公の狙撃により介入される。面倒を避けた主人公によってバロール以外の獲物を譲られる。だが、向かい合った時に発動した予知スキルによると、戦えば最終的に相討ちとなりパーティが全滅していたことを知るが、仲間にも語っていない。当時の主人公はまだ使徒鬼に存在進化する前のオーガ・希少種で詩編覚醒者でもなかったため、その実力に戦慄していた。
【光の神】の【加護】を持つ。
称号【光剣の勇者】、【光槍の勇者】を獲得。
職業【勇者】、【光槍の勇者】を獲得。
霧壺真弓
主人公の前世においての同僚。強力なサイコキノ（念動力者）。スタイルの良い美女で呑みに出て潰れた際に主人公の世話になる程度には親しいが、実は酔った状態だと念動の手加減が利かなくなる。主人公が保護したのもバカな不埒者が「潰される」のを防ぐため。
桐嶺 葵
主人公の前世において、妹の様に感じ接していた女性。知り合って以来、主人公に対しては仕事先の「別の惑星」まで付いてくるレベルのストーカー行為を続けていた。詳しい理由は不明ながら、それなりに強かった主人公を刺殺。転生するきっかけとなった。

## 作中設定

### 国家
≪シュテルンベルト王国≫（通称：王国）
人間中心の国家。亜人の扱いは軽いが鬼人族や吸血鬼など、ある程度人よりの種族はある程度立場が認められている。帝国の同盟国。
≪キーリカ帝国≫（通称：帝国）
人間中心の国家。亜人の扱いは軽い。王国の同盟国。
≪ドゥルーヴァン共和国≫
現在は滅びており、領土は王国・帝国に二分されている。
≪エストグラン獣王国≫
【獣王】ライオネルが治める。詳細不明。
≪アタラクア魔帝国≫
【魔帝】ヒュルトンが治める。詳細不明。
≪ルーメン聖王国≫
人間至上主義を掲げ、24名の英勇を抱える宗教国家。【世界の宿敵】に関する伝承を持ち、脳内アナウンスによってもたらされた【飽く無き暴食】一刻も早い討伐「聖戦」を画策している。
生まれて以来、介護なしには生きていけない難病を患っていた第一王女・メルルナが【救世主・候補】の職業を得て病気を克服、【飽く無き暴食】のアナウンスを経て【白き誕叡なる救世主】となる。

### 世界詩篇[黒蝕鬼物語]

#### 第三章【詳細不明】
- 第一節【斧滅大帝の目覚め】

#### 第四章【王国革命のススメ】
- 第一節【雌伏の時（レビィナ・マス）】
- 第二節【予兆の陽（ルーラン・ベラ）】
- 第三節【狼煙の唄（ティラン・チィチ）】
- 第四節【破喰の牙（グールド・ベラン）】
- 第五節【毒死の翁（ギルベル・ヂュライ）】
- 第六節【這終の城（ルル・イエラ）】
- 第七節【戦火の弾（イブル・バラッド）】
- 第八節【闘避の馬（トトル・ティロル）】
- 第九節【斧滅の蹄（アステ・リゥオス）】
- 第十節【勇戦の儀（カトル・ガトル）】
- 第十一節【哭滅の鬼（ツェペリア・アポトル）】
- 最終節【統率の姫（ルービリア・マウクス）】

#### 第六章【神災暴食のススメ】
- 第一節【神成の鬼（オルゥバ・ロイド）】
- 第二節【救世の現（セバ・フォル）】
- 第三節【来竜の言（ブライ・ドゥラン）】
- 第四節【招来の地（スクリ・ヴォル）】
- 第五節【伝器の改（キーサ・バーライ）】
- 第六節【覇宮の道（ルダン・カスイ）】
- 第七節【武錬の獄（グルク・バンピ）】
- 第八節【愚者の刃（ウルニード・ザルタ）】
- 第九節【軍炎の波（ヘルブン・アーク）】
- 第十節【魔獣の斧（ガイザル・アクス）】
- 第十一節【救聖の詩（セイバル・カレント）】
- 最終節【鬼神の宴（ヴァイズ・グニード）】

### 種族

#### 鬼系
《小鬼（ゴブリン）》
鬼系の種族では最下級に位置する種族。人間の子供と大差ない体格。生物としては貧弱で知能も低く寿命も短い。魔法を使える者もごく稀にしか生まれないが成長速度は早く、生まれて3-4日で同種の大人と大差ないくらいまで成長する。
主人公たちの種族は亜種を除いて緑色の肌をもち、自分たちが多種族と比べても然して強くないこともあって基本利己的な性格が多い。時折人里で略奪も行うため「バンデットゴブリン」と呼ばれている。他にも地下洞窟内部を活動領域とし、褐色の肌を持つ「マインゴブリン」も存在する。
主人公（元・人間）の視点から見ると、オス・メスともに大差ない見た目で区別がつかないが、漫画版ではメスゴブリンには頭髪がある（絶対という訳ではなく五鬼戦隊の紅一点はホブゴブリンに存在進化してからメスだと気付いた）。同族同士だと受胎率が低くそもそもメスの出生率が低い、そのため拉致してきた人間の女性を介して繁殖する。
《中鬼（ホブゴブリン）》
ゴブリンから【存在進化】した種族。見た目が人間のそれに近づき、体格も人間の成人程度まで大きくなる。全体的な能力がアップする他、メイジやクレリックの能力を得る者もいる。
《大鬼（オーガ）》
ホブゴブリンから【存在進化】した種族。身体は2メートル以上の巨体となり大きな角がある。能力は戦闘に特化している。メイジやクレリックの能力を持つ者もいるが数は少ない。
《牛頭鬼（ミノタウロス）》
オーガが斧や大剣の扱いに習熟し、腕力や回復力などより戦闘に特化した傾向を以て【存在進化】した種族。大型の個体になると5メートルに達する巨体となる。
《吸血鬼（ヴァンパイア）》
ゴブリンの進化先のひとつ。高いステータスを持つ反面、通常種だと陽光に弱いなどの弱点も多い。
《百々鬼（どどめき）》
ゴブリンの進化先のひとつ。戦闘力は高くないが、全身にある「眼」によって索敵・解析能力に優れる。
《死食鬼（グール）》
ゴブリンの進化先のひとつ。腐敗しかけた肉でも食えるほか、ゴーストなどの霊体も食うことができる。
《鬼人（ロード）》
ゴブリンがホブゴブリンを経て特定の技術・能力に特化していくことで【存在進化】した種族で、身体のどこかに存在する鬼珠（オーブ）と呼ばれる珠や頭部に生えた角以外、幾分大柄になる者もいるが、見た目は人間とほぼ変わらない。一歩手前の「半鬼人（ハーフロード）」も存在し、ホブゴブリンから一度この種に【存在進化】してから鬼人になったり、一度オーガになってから鬼人に進化するパターンもある。鬼珠を解放することで各人固有の生体武器・防具を具現化できる。
《使徒鬼（アポストルロード）》
鬼人種の中でも高い能力を持つ種族。額の中央にブレード状の角をもつほか、主人公のように個体によっては左右に双角を加えた「三本角」をもつ者もいる。
《血剣鬼（ブラッディロード）》
鬼人種の中でも高い近接戦闘能力を持つ種族。名前の通り周囲の血を操り武器に変えることも出来るが、その反面血に酔って暴走しやすい。
《魔導鬼（スペルロード）》
鬼人種の中でも高い魔導行使能力を持つ種族。
《聖光鬼（セイントロード）》
鬼人種の中でも高い治癒回復能力を持つ種族。
《地雷鬼（アースロード）》
鬼人種の中でも高い土属性操作能力を持つ種族。雌雄問わず大柄で筋骨たくましい体型が多い。大型の個体になると4メートルに達する巨体となる。
《天眼鬼（クレイアロード）》

《灼熱鬼（フレイムロード）》

《疾風鬼（ゲイルロード）》

《幻想鬼（イルーシェンロード）》

《半軍曹鬼（ハーフサージェントロード）》

#### 獣系
《豚鬼（オーク）》
直立する豚の様な種族で、「性欲豚」とも称される体力をもつ。基本的にはゴブリン同様に掠奪なども行う種族だが、群れによっては人間と取引を行う程度の知恵はある。
《猪鬼（ブル・オーク）》
オークの上位種。体格や膂力はオーガに劣るが、機動力に優れ人間の【騎士】でも油断すれば圧倒される戦力がある。
コボルド
直立する犬の様な種族で侍的。文字通り「犬の様に」一度心服した相手に忠誠心を持つメンタリティを持ち、【存在進化】することで「足軽→武士→将軍」や「下忍→中忍→上忍」となる。
進化過程で人型に近い姿になることもある。だが、男性しか進化していないのもあるとはいえ揃って強面。それでいて犬耳と尻尾は残っているので、主人公曰く「ヤの付く職業のコスプレイヤーにしか見えない」。
蜥蜴人（リザードマン）
直立するトカゲの様な種族で水場・湿地などに住む。

#### 亜人系
エルフ
長くとがった耳を持つ種族。人間基準からみて非常に美しい容姿を持ちプライドが高い。作中では上位種の《ハイエルフ》は背中に翅をもつ。
ドワーフ
「矮人」とも表記される短躯だが、膂力に優れる種族。鉱石の採掘や鍛冶を生業としその方面では高い知識と技術を有する。友好のしるしとしてウオーハンマーを贈る風習を持つ。
竜人（ドラゴニュート）
竜の角や鱗をもっている種族。竜であるがゆえに全身を堅牢な竜鱗に包まれているため、身体能力は高い。総じてプライドが高く、鬼人同様に《竜珠（スフィア）》呼ぶ珠の力を解放することで能力を高める。「半竜人（ハーフ・ドラゴニュート）」も存在し、竜人よりは竜寄りの外見。

#### 区分け
《亜種（バリアント）》
人間以外の種族で誕生ないし【存在進化】した際に何らかの条件を果たして大神や神、亜神の「加護」を受けた者。加護を持たない者を「通常種（ノーマル）」と呼ぶ。加護を受けた場合、種族由来の弱点が克服されている個体も多い。
《希少種（レアスペシーズ）》
文字通り、非常に稀にしか存在しない種。そのため、絶滅種と並んで亜種と混同されやすい。
《絶滅種（エクスピシーズ）》
かつては存在したが、「存在進化した時点でその個体一体しか存在しない種族」の呼称。
《新種（ニュスペシス）》
今まで存在してなかった種族
《超越種（スペリオリシーズ）》

《現神種（ヴァイシュラシーズ）》

### 用語

#### あ行
《イヤーカフス（主人公の分体仕様）》
主人公のアビリティを用いて精製されたミスラル製イヤリング。
つけた人は主人公の能力が反映されて身体能力が上昇するほか、通信の機能を持ち距離に関係なく連絡が取れるなど様々なボーナスがもらえる。
一度付けると主人公以外は外せない。分体から精製されたために主人公はそれを通して監視ができる。元捕虜や外部からの入団者には「隠蔽」や「隷属化」といった機能を加えたものを着けさせている。隠蔽は顔が割れていて生きていることが判明したら揉め事になりかねない者に付けられている。隷属化は主人公にとっても忌避すべき事柄なためか、あくまで「保険」である。

#### か行
《骸骨百足》《骸骨蜘蛛》
主人公がアビリティを用いて生成した移動道具で普段は馬の無い幌馬車に擬装している。アンデッドを基本にしているため、ほぼ休みなしで移動をする事ができる。
骸骨蜘蛛は団体用の骸骨百足に対して個人用に近いサイズで王都ではタクシー代わりに配備して営業している。拠点では荷物運搬を兼ねた《骸骨トロッコ》も利用されている。
《神々》
《五大神》
作中世界でも宗教の根幹となる存在であり、その加護を得た者も尊宗の対象となる。
- 【終焉と根源を司る大神】：主人公に加護を与えた存在。
- 【時空と星海を司る大神】：【異邦人】を招いている存在。
- 【誕生と叡智を司る大神】：ルーメン聖王国の第一王女メルルナに加護を与えた存在。
- 【自然と魂魄を司る大神】：大海のグランド レヴィアタンに加護を与えた存在。

《神》
| 【風の神】   | 【光の神】   | 【山の神】   | 【冥府の神】 | 【黄泉の神】 | 【観測の神】 |
| 【嵐の神】   | 【雷光の神】 | 【地震の神】 | 【死海の神】 | 【再誕の神】 | 【運命の神】 |
| 【腐食の神】 | 【陽光の神】 | 【岩鉄の神】 | 【血の神】   | 【骨原の神】 | 【判定の神】 |
| 【氷原の神】 | 【炎滅の神】 | 【宝石の神】 | 【魔術の神】 | 【魔蟲の神】 |              |
《亜神》
| 【疾風の亜神】 | 【炎の亜神】   | 【造形の亜神】 | 【舞踏の亜神】 | 【戦乱の亜神】 | 【観測の亜神】 |
| 【清水の亜神】 |                | 【杖の亜神】   | 【冥獣の亜神】 | 【戦獣の亜神】 |                |
| 【色彩の亜神】 | 【深緑の亜神】 | 【剣の亜神】   | 【慈愛の亜神】 |                | 【癒しの亜神】 |
《鬼能（アビリタ）》
人以外の種族でも鬼系の種族が使う能力の総称。
【吸喰能力（アブソープション）】
主人公の持つESP能力。有機物や無機物、毒物でもなんでも吸収して自身の能力にすることができる。ただし能力習得には確率が存在し、喰ったからといって確実に能力を得られる訳ではない。対象が生き物の場合は死後12時間以内、脳や心臓などの重要部位や同じ種類の獲物を喰えば習得の確率が上がる。無機物の類はサイコメトリーに近い物らしく、品質など以上にそれらに対しての「思い入れ」も重要な要素となる。この能力による影響か、主人公は喰う対象に関しては基本的に忌避感がないが、対象の性質によって「味の好み」はある。例として希少度の高いアビリティや、純度の高い力を宿したモノは非常に美味に感じる。
獲得した能力は【アビリティ】として使用され、多重使用することができ、身体能力が飛躍的にあがる。
基本的には自身と同格か、それ以上の存在（もしくは自身の持っていない能力持ち）を喰わなければラーニングはできない。
食べれば食べるほど強くなるチート能力。
《混沌種（ミックスブラッド）》
人間と亜人両方の特性を持った種族。
【職業】を得て【位階上昇】、更には【存在進化】さえも出来る。極めて稀に誕生する種族だが、人と人外双方から疎外されやすく結果として双方の脅威となるため、生まれてすぐに処分される例が多い。

#### さ行
《自然魔力（マナ）》
自然の生命力そのもの。それを使用することによって、自身の体内魔力を補うことができる。
《詩篇（エピック）》
世界の神秘。前述の《神々》が記したシナリオの様な物で、神々の眼にとまりその加護を受けた者《詩篇覚醒者（エピック・アウェイニング）》が行動し、選択していくことで進行する。
周囲への影響度によっていくつかのランク、世界詩篇、国家詩篇、英勇詩篇、辺境詩篇が確認されている。
【異教天罰（ヘレシー・ネメシス）】【運命略奪（フェイト・プランダー）】
主人公の特殊能力のひとつ。他の《異教徒/詩篇覚醒者（ヘレティックエピック・アウェイニング）》と接触し戦闘状態【終末論・征服戦争（エスカトロジーコンクエスト・ウォー）】に突入すると、戦闘中は能力値が300%増しとなる。勝敗はともかく、相手を支配下に置くことで、その覚醒者が持つ《詩篇》を取り込むことができる。

《職業（ジョブ）》
作中世界において「人間」が取得できるモノで職業に応じた「能力補正」が付き、戦技を覚えることができる。レベル上限（100）に達した際に、より上位の「職業」を取得する【階位上昇（ランクアップ）】が起きる。人以外の種族の【存在進化】と違って爆発的な能力向上は起こらない代わりに複数の職業を同時に取得することもでき、時間をかけて経験値を積めば誰でもそこそこのレベルまで上がる。人間の一部にはレベルによる補正に依存して地力を鍛えることを怠る者もいる。
【英勇】（えいゆう）
神々からの加護を得て【職業・英雄】や【職業・勇者】を獲得した者たちの総称。
個人の能力値と強化可能な味方の数に差があり、「勇者」は個人の能力・味方の強化率が高い代わりに強化できる味方は精々10人。「英雄」は個人の強さ・味方の強化率もそこそこながら、100人を超える味方を強化・制御（悪く言えば「支配」）できる。
人間種としては桁違いの戦闘力を持つため、加護持ちであることが判明すると強制的に国家に囲い込まれることになる。
【鬼子の聖母（モーニング・マドンナ）】
鬼種の子を産んだ女性が得る職業で出産や育成に関して補正が付く。厳密には「女性側の同意を得て出産した場合」という条件が付き、≪戦に備えよ≫内では赤髪ショートたち以外の繁殖奴隷役の女性でも取得した者がいる。

《神迷遺産（アーティファクト》
神代ダンジョンから得られたアイテムで、神の遺物とも言われる。
【粗悪（インフェリオリティ）】【通常（ノーマル）】【希少（レア）】【固有（ユニーク）】【遺物（エンシェント）】【伝説（レジェンダリィ）】【幻想（ファンタズム）】級に分類される内、遺物級以上の物を指し、所有者がランクアップないし力を注ぎ込むことでより上位のアーティファクトに進化することもある。
遺物級以下であっても固有級なら一国の国宝として扱われることもある。
《現神器（ヴァイシュラーダ）》
「現神種」と呼ばれる個体が【伝説（レジェンダリィ）】以上のアーティファクトに力を注ぎこむことで誕生する。アイテムとしてのランクもさることながら、アイテム自体が半生物化しているものも存在する。

《精霊石》
精霊の力が宿っている石。「火精石」「水精石」「雷精石」などがあり、火種や飲み水、電力が確保できる他、鍛冶師等職人の仕事にも使われ、武器や道具に組み込むことでも効果を発する。
【世界の宿敵（ワールド・エネミー）】
作中世界において過去に二回発生し、規格外の進化を果たした末に世界中に被害をもたらした存在。主人公の【飽く無き暴食（ザ・グラトニー）】は千五百年前に現れた【果て無き強欲（ザ・グリード）】、八百年前に現れた【死に至る怠惰（ザ・スロウス）】に続いて三体目となる世界の宿敵である。
主人公の持つ【飽く無き暴食（ザ・グラトニー）】は吸喰能力の上位互換の様な物で喰った対象の能力やエネルギーを取り込む事ができる。
《戦技（アーツ）》
職業を得た人間のみが使えるとされるものだが、主人公はラーニングしたアビリティから発動させることが出来る。
発動に魔力を消費する場合もある。上位戦技の場合、人間には負荷が大きく連続して使用できないものもある。
《選定の刻印》
主人公がオーガ、使徒鬼と存在進化していった結果。配下の身体に刻まれはじめた刺青上の紋様。刻まれた者によると「紋様から力が湧いてくる」とのこと。
《存在進化（ランクアップ）》
作中世界において「人間以外の種族」がレベル上限（100）に達した際に素養のある個体が上位種へ進化すること。進化の傾向は基本的に本人が鍛えた能力に基づくものになる。
本来は、相応に高い能力を持つ個体が数年かけてレベルを上げても起きるかどうかという現象だが、主人公の得た詩篇や能力の影響で≪戦に備えよ≫メンバーの進化率は異様に高い。
進化直後は全身に漲る力による万能感があり（主人公曰く「何でもできると感じるが、実際はそうでもないという落とし穴」）、普段は冷静な者でも浮かれ気味になる。

#### た行
《体内魔力（オド）》
体内に宿る力であり、魔術を行使する際には最初のキーとなる。種族や個々人の力量によって内在する量に違いはあるが、使い果たすと魔力欠乏症となり意識を失う。
《ダンジョン》
神々が自身の神力を誇示して人々から崇められるようにするために造った建造物。地形、環境、モンスター等が神々の司る力を象徴したものになっている。神の数だけダンジョンは存在してるといってもよい。
【神代ダンジョン】、【派生ダンジョン】などの等級がある。
【神代ダンジョン】には、【大神級】、【神級】、【亜神級】とランクがあり、【大神級】は世界に五つしか存在しない。攻略する方法は造りだした神によって差異があり、単純な武力のみでできる物ではない。
【迷宮略奪・鬼哭異界】
主人公の特殊能力のひとつ。攻略した迷宮の支配権を奪い自身の所有に替えることができる。

《使い魔（ファミリア）》
【職業・魔物調教師（モンスターテイマー）】によって飼いならされた魔物。調教師本人含めて2名まで主人を指定できる。

#### な行
《忍法》
妖術から派生した特殊技法。

#### は行
《白銀の義腕（アガートラム）》
主人公が《ベルベットの隠し宝物殿》において発見した【伝説】級《神迷遺産（アーティファクト》。
【武装殺し（アームブラスト）】【魔法殺し（スペルブラスト）】【属性反響（アトリビュトエコー）】などの能力を持ち、装着者に合わせて【自己進化（セルフエボリューション）】する機能がある。痛覚はないのに触覚はある謎アイテム。
《フレムス炎竜山》
魔帝国と聖王国の間にある神代ダンジョンのひとつ。245日目に主人公たちによって攻略された後、【迷宮略奪・鬼哭異界】によって《鬼哭神火山》となる。ダンジョン内のポスモンスターは主人公の影響を受けて身体に黒い色が入っている。破壊されても自動修復するため、オバ朗やミノ吉たち≪戦に備えよ≫幹部たちの訓練場としても利用されている。
三つの派生ダンジョンが存在する最寄りの迷宮都市《ラダ・ロ・ダラ》に≪戦に備えよ≫の子会社――迷宮商会≪蛇の心臓（コル・ヒドレ）≫が設立されている。
《ベルベットの隠し宝物殿》
クーデルン大森林の地下に存在した迷宮。非常に大規模で大森林内で地下を掘り進めると高い確率で行き当たる。古の魔術師ベルベットの墓所でもあり、ベルベットが造り出した人工精霊・カーバンクルのリターナが管理していた。
30〜40日目に侵入してきた冒険者によって手傷を負ったリターナから「侵入者の排除」を依頼され、達成した主人公に全ての宝物が譲渡された。失った左腕を補う銀腕【白銀の義腕（アガートラム）】を始めとした優れたマジックアイテムを獲得し、群れの戦力を確固たるものとする。
《ボーンネイルガン》
主人公が開発した遠距離攻撃武器。「能力・アンデッド生成」で作り出したブラックスケルトンのパーツを組み合わせてあり、黒骨状の矢（弾丸）を自己生成する。
改良した「ボーンネイルライフル」も造られた。

#### ま行
《魔術》
魔法の一種。
【呪文（スペル）】【体内魔力制御（オド・コントロール）】【外界魔力精密操作（マナ・オペレーション）】の3つの要素で成り立っている。
第一階梯（最低ランク）から第十階梯（最高ランク）までを神が定めている。第一階梯でも人間やゴブリン程度なら複数を纏めて殺傷でき、第三階梯ともなればオーガでも確実に致命傷となる威力がある（主人公は各種耐性を備えていたため、ある程度は耐えることが可能）。第五階梯を超えると単独で街を滅ぼすことが可能な威力を発揮する。
現在、【終焉】【炎熱】【水氷】【深淵】【雷光】【風塵】【樹葉】【混合】系統が確認されている。
《迷宮運送業者（ダンジョン・シェルパ）》
迷宮都市パーガトリィの≪戦に備えよ≫2号店で営業されている業務。収納機能をもつマジックアイテムを持って客に同行、ドロップアイテムを回収する。戦闘には積極的に参加はしないが、未熟な冒険者の教官役も務める。顧客に対しては武器や装備（本拠の鍛冶師が練習で作った物や回収品を修復した物）の貸出も行っていて決して安価という訳ではないが、パーティを組んで迷宮に潜るよりは身入りが良い（パーティだと稼ぎは頭割な上、何割かは共通の消耗品等の購入費に回される）。

#### や行
《妖術》
魔法の一種で、敵に状態異常を付与するものが多い。魔術と同様に系統があり、【水氷】系統を確認。

## 既刊一覧

### 小説
- 金斬児狐（著） / ヤマーダ（本編・外伝イラスト） / NAJI柳田（暗黒大陸編イラスト）、アルファポリス、既刊15巻（2024年3月18日現在）
  - 『Re:Monster』2012年8月7日初版発行、ISBN 978-4-434-16934-2
  - 『Re:Monster2』2012年12月13日初版発行、ISBN 978-4-434-17360-8
  - 『Re:Monster3』2013年3月10日初版発行、ISBN 978-4-434-17713-2
  - 『Re:Monster外伝 斧滅大帝の目覚め』2013年7月13日初版発行、ISBN 978-4-434-18077-4
  - 『Re:Monster4』2013年12月9日初版発行、ISBN 978-4-434-18518-2
  - 『Re:Monster5』2014年8月6日初版発行、ISBN 978-4-434-19508-2
  - 『Re:Monster6』2015年3月7日初版発行、ISBN 978-4-434-20318-3
  - 『Re:Monster7』2015年2月28日初版発行、ISBN 978-4-434-21313-7
  - 『Re:Monster8』2016年8月7日初版発行、ISBN 978-4-434-22240-5
  - 『Re:Monster8.5』2017年3月1日初版発行、ISBN 978-4-434-23011-0
  - 『Re:Monster9』2017年8月3日初版発行、ISBN 978-4-434-23608-2
  - 『Re:Monster 暗黒大陸編1』2018年7月2日初版発行、ISBN 978-4-434-24799-6
  - 『Re:Monster 暗黒大陸編2』2019年5月1日初版発行、ISBN 978-4-434-25891-6
  - 『Re:Monster 暗黒大陸編3』2020年7月3日初版発行、ISBN 978-4-434-27525-8
  - 『Re:Monster 暗黒大陸編4』2024年3月18日発売、ISBN 978-4-434-30333-3

### 漫画
- 金斬児狐（原作） / 小早川ハルヨシ（作画） 『Re:Monster』 アルファポリス発行／星雲社発売〈アルファポリスCOMICS〉、既刊12巻（2024年10月31日現在）
  1. 2015年2月28日初版発行、ISBN 978-4-434-20188-2
  2. 2015年12月31日初版発行、ISBN 978-4-434-21293-2
  3. 2017年3月1日初版発行、ISBN 978-4-434-23001-1
  4. 2018年2月28日初版発行、ISBN 978-4-434-24185-7
  5. 2019年1月31日初版発行、ISBN 978-4-434-25447-5
  6. 2019年11月30日初版発行、ISBN 978-4-434-26639-3
  7. 2020年10月31日初版発行、ISBN 978-4-434-27630-9
  8. 2021年9月30日初版発行、ISBN 978-4-434-29406-8
  9. 2022年9月30日初版発行、ISBN 978-4-434-30882-6
  10. 2023年9月30日初版発行、ISBN 978-4-434-32663-9
  11. 2024年3月31日初版発行、ISBN 978-4-434-33612-6
  12. 2024年10月31日初版発行、ISBN 978-4-434-34671-2

## ゲーム
2016年2月15日よりAndroid向けに、同年2月18日よりiOSとアイテム課金制にて配信開始。
2017年1月11日より、PCでスマートフォン向けのゲームをプレイできるAndAppに対応。
2021年9月9日に配信終了。

## テレビアニメ
2024年4月から6月までTOKYO MXほかにて放送された。

### 制作
2023年9月19日に『Re:Monster』のアニメ化が発表。ティザーPVとともに、ティザービジュアル・スタッフ情報の一部・キャスト情報が公開された。
同年11月11日に、公式X（旧Twitter）アカウントにて、OP主題歌アーティストが発表された。
同年12月7日には、第1弾PVとともに、追加キャスト情報・メインスタッフ・放送情報が公開された。
オープニングテーマには、CHANSUNG(2PM) & AK-69 feat.CHANGMIN(2AM)が起用された。楽曲名は「Into the Fire」。

### スタッフ
- 原作 - 金斬児狐[3]
- 原作イラスト - ヤマーダ、NAJI柳田
- 漫画 - 小早川ハルヨシ[3]
- 監督 - イナガキタカユキ[4]
- シリーズ構成 - 山口宏[4]
- キャラクターデザイン - 高岡淳一[4]
- プロップデザイン - いのうえりか
- 色彩設計 - 門脇由佳[4]
- 美術監督 - 荒井和浩[4]
- 撮影監督 - 近藤慎与[4]
- 編集 - 小池祐樹[4]
- 音響監督 - 阿部秀平[4]
- 音響効果 - 山谷尚人[4]
- 音響スタジオ - スタジオトロン[4]
- 録音調整 - 小島信人[4]
- 音響制作 - セイバーリンクス[4]
- 音楽 - 坂部剛[4]
- 音楽制作 - HIAN
- 音楽プロデューサー - Daisuke "DAIS" Miyachi
- プロデュース - ジェンコ[3]
- プロデューサー - 中尾幸彦、松岡貴徳、小安志築、臼井久人、羅明旭、吉川真史、大和田智之、金庭こず恵
- アニメーションプロデューサー - 門貴治、中田善文
- アニメーション制作 - スタジオディーン[3]
- 製作 - リ・モンスター製作委員会

### 主題歌
「Into the Fire」
CHANSUNG (2PM) & AK-69 feat.CHANGMIN (2AM)によるオープニングテーマ。作詞はAK-69、作曲はROCK✭PANDAとAK-69、編曲はROCK✭PANDA。
「運命」
EverdreaMによるエンディングテーマ。作詞は一二三、作曲・プロデュースはROCK✭PANDA。

### 各話リスト
| 話数 | サブタイトル    | 脚本     | 絵コンテ         | 演出                       | 作画監督                                                                                                 | 総作画監督                            | 初放送日      |
| ---- | --------------- | -------- | ---------------- | -------------------------- | --- | ------------------------------------- | ------------- |
| #01  | Re:Born         | 山口宏   | イナガキタカユキ | 小林美月                   | 松竹徳幸 森本浩文 吉田和香子 日下岳史 吉田翔太 永田詩央里 古池ゆかり 藤田正幸 和田伸一                   | 松竹徳幸 森本浩文                     | 2024年 4月5日 |
| #02  | Re:D bear       | 山口宏   | 大槻敦史         | 吉田俊司                   | 松竹徳幸 菅原美由紀 上西麻耶 久保美月 澤村亨 田中綾子 ウクレレ善似郎                                     | 松竹徳幸 日向正樹                     | 4月12日       |
| #03  | Re:Use          | 橋本太知 | こでらかつゆき   | 薮内悠 前嶋弘史 鈴木香代子 | 呉暁菜                                                                                                   | 日下岳史 森本浩文 日向正樹 菅原美由紀 | 4月19日       |
| #04  | Re:Ject         | 山口宏   | 福島宏之         | 奥野浩行                   | 古池ゆかり 森悦史 飯飼一幸 藤田正幸 荒井美穂 永田詩央里 黄华                                             | 森本浩文                              | 4月26日       |
| #05  | Re:Ady          | 山口宏   | こでらかつゆき   | 安藤貴史                   | 松竹徳幸 吉田和香子 菅原美由紀 上西麻耶 澤村亨 柳瀬譲二                                                  | 松竹徳幸 日向正樹                     | 5月3日        |
| #06  | Re:Medy         | 山口宏   | 福島宏之         | 吉田俊司                   | 菅原美由紀 古池ゆかり 飯飼一幸 田中綾子 本田創一 無錫桜花動漫                                            | 日向正樹 日下岳史                     | 5月10日       |
| #07  | Re:Sist         | 山口宏   | 福島宏之         | 吉本毅                     | 森本浩文 上西麻耶 澤村亨 柳瀬譲二 永田詩央里 田中綾子 杉本梨渚 STUDIO CL                                 | 森本浩文                              | 5月17日       |
| #08  | Re:Organization | 橋本太知 | 鈴木行           | 霜鳥孝介                   | 松竹徳幸 柳瀬譲二 吉田和香子 本田創一 菅原美由紀 嘉村弘之                                                | 松竹徳幸 日向正樹                     | 5月24日       |
| #09  | Re:Stive        | 山口宏   | こでらかつゆき   | 安藤貴史 奥野浩行          | 呉暁菜                                                                                                   | 菅原美由紀 日向正樹 日下岳史          | 5月31日       |
| #10  | Re:Fulgent      | 橋本太知 | 大槻敦史         | 吉田俊司                   | 上西麻耶 田中綾子 松本文男 澤村亨 ENGI                                                                   | 森本浩文                              | 6月7日        |
| #11  | Re:Match        | 山口宏   | 福島宏之         | 田中貴大                   | 永田詩央里 菅原美由紀 アラタハヤト 本田創一 飯飼一幸 松竹徳幸 朱至峰 陳洁琼 徐闖 劉定福 孫振興 関鵬 韓強 | 松竹徳幸 日向正樹                     | 6月14日       |
| #12  | Re:Start        | 山口宏   | イナガキタカユキ | 久保太郎                   | 日下岳史 吉田和香子 田中綾子 岡田雅人 嘉村弘之 澤村亨 武藤健 永田詩央里 Triple A ENGI 月霊               | 森本浩文 日向正樹 菅原美由紀 松竹徳幸 | 6月21日       |

### 放送局
| 放送期間                | 放送時間                     | 放送局       | 対象地域 | 備考                             |
| ----------------------- | ---------------------------- | ------------ | -------- | -------------------------------- |
| 2024年4月5日 - 6月21日  | 金曜 0:00 - 0:30（木曜深夜） | TOKYO MX     | 東京都   |                                  |
|                         | 金曜 0:30 - 1:00（木曜深夜） | BS11         | 日本全域 | 製作参加 / BS放送 / 『ANIME+』枠 |
| 2024年4月13日 - 6月29日 | 土曜 1:43 - 2:13（金曜深夜） | テレビ北海道 | 北海道   |                                  |

| 配信開始日   | 配信時間                   | 配信サイト | 備考           |
| ------------ | -------------------------- | --- | -------------- |
| 2024年4月2日 | 火曜 0:00（月曜深夜） 更新 | U-NEXT アニメ放題 | 地上波先行配信 |
| 2024年4月5日 | 金曜 0:00（木曜深夜） 更新 | dアニメストア |                |
| 2024年4月8日 | 月曜 0:00（日曜深夜） 更新 | ABEMA auスマートパスプレミアム バンダイチャンネル クランクイン!ビデオ DMM TV FOD Hulu J:COM STREAM 見放題 Lemino milplus ニコニコチャンネル Prime Video TELASA Video Market |                |
|              | 月曜 21:30 更新            | ニコニコ生放送 |                |

### BD
| 巻 | 発売日        | 収録話          | 規格品番   |
| -- | ------------- | --------------- | ---------- |
| 1  | 2024年6月19日 | 第1話 - 第3話   | PCXP.51121 |
| 2  | 2024年7月24日 | 第4話 - 第6話   | PCXP.51122 |
| 3  | 2024年8月28日 | 第7話 - 第9話   | PCXP.51123 |
| 4  | 2024年9月25日 | 第10話 - 第12話 | PCXP.51124 |